# Krithe dolichodeira
Krithe dolichodeira is een mosselkreeftjessoort uit de familie van de Krithidae. De wetenschappelijke naam van de soort is voor het eerst geldig gepubliceerd in 1946 door Bold.